# Union (South Carolina)
Union ist eine Stadt (city) im US-Bundesstaat South Carolina. Sie ist der Verwaltungssitz (County Seat) und größte Stadt des Union County. Das U.S. Census Bureau hat bei der Volkszählung 2020 eine Einwohnerzahl von 8.174 ermittelt. 

## Geschichte
Sowohl die Stadt Union als auch das Union County erhielten ihre Namen von der alten Union Church, die in unmittelbarer Nähe der Monarch Mill stand. Als die Stadt Union gegründet wurde, war sie als Unionville bekannt; später wurde der Name zu Union verkürzt. Die ersten weißen Siedler des Countys kamen 1749 aus Virginia. Die Bevölkerung von Union County wuchs am schnellsten zwischen 1762 und dem Beginn des Unabhängigkeitskrieges. Siedler bauten Blockhütten und bauten Tabak, Flachs, Mais und Weizen an. Union war eine der ersten Städte, die in der Gegend besiedelt wurden und blieb während des Amerikanischen Bürgerkriegs unberührt, weil der Broad River Hochwasser führte und die Truppen von General William T. Sherman von der Stadt ablenkte.

## Demografie
Nach einer Schätzung von 2019 leben in Union 23.403 Menschen. Die Bevölkerung teilte sich im selben Jahr auf in 47,4 % Weiße, 48,4 % Afroamerikaner, 0,1 % amerikanische Ureinwohner und 3,5 % mit zwei oder mehr Ethnizitäten. Hispanics oder Latinos aller Ethnien machten 2,1 % der Bevölkerung aus. Das mittlere Haushaltseinkommen lag bei 33.218 US-Dollar und die Armutsquote bei 30,9 %.
| Jahr | Einwohner¹ |
| ---- | ---------- |
| 1950 | 9.730      |
| 1960 | 10.191     |
| 1970 | 10.775     |
| 1980 | 10.523     |
| 1990 | 9.836      |
| 2000 | 8.793      |
| 2010 | 8.393      |
| 2020 | 8.174      |

¹ 1950 – 2020: Volkszählungsergebnisse

## Bildung
Das Union County beherbergt auch einen Satellitencampus der University of South Carolina. USC Union wurde 1965 eröffnet.

## Persönlichkeiten
- Bobby Robinson (1917–2011), Musikproduzent und Labelbetreiber